# Gong Hyo-jin
Gong Hyo-jin (hangul: 공효진; rr: Gong Hyo-jin; nascida em 4 de abril de 1980) é uma atriz sul-coreana. Ela iniciou sua carreira na atuação através de um papel de apoio no filme Memento Mori de 1999. Mais tarde, tornou-se conhecida por seu papel principal no filme Crush and Blush (2008), bem como pelos populares dramas televisivos  Sang Doo! Let's Go to School (2003), Thank You (2007), Pasta (2010), The Greatest Love (2011), Master's Sun (2013), It's Okay, That's Love (2014), The Producers (2015), Jealousy Incarnate (2016), dentre outros. É considerada a rainha das comédias românticas devido as suas destacadas interpretações em dramas românticos.

## Vida pessoal
Gong Hyo-jin nasceu em 4 de abril de 1980 em Sinwol-dong, distrito de Gangseo, Seul, Coreia do Sul. Quando estava no ensino médio, ela mudou-se com sua mãe e  seu irmão mais novo para a Austrália, enquanto seu pai permaneceu na Coreia do Sul para sustentar a família. Gong frequentou o ensino médio no John Paul College em Brisbane e após três anos no país, a família retornou a Coreia devido à crise do FMI. Em 2011, ela foi escolhida como um dos embaixadores da boa vontade no "Ano da Amizade", que celebrou o 50º aniversário das relações bilaterais entre a Austrália e a Coreia do Sul.
Em 11 outubro de 2022, Gong Hyo-Jin se casou com o cantor Kevin Oh em uma cerimônia na cidade de Nova York.

## Filmografía

### Filmes
| Ano  | Título em inglês            | Título em coreano                             | Papel         | Notas                              |
| ---- | --------------------------- | --------------------------------------------- | ------------- | ---------------------------------- |
| 1999 | Memento Mori                | 여고괴담 두번째 이야기                        | Ji-won        | [ 6 ] [ 7 ] [ 8 ]                  |
| 2000 | Teabag Story                | 여름 이야기                                   | Têm Bom       |                                    |
| 2001 | Last Present                | 선물                                          | MC            |                                    |
| 2001 | Guns & Talks                | 킬러들의 수다                                 | Yeo-il        |                                    |
| 2001 | Volcano High                | 화산고                                        | So Eu-seon    |                                    |
| 2002 | Surprise Party              | 서프라이즈                                    | In-ju         |                                    |
| 2002 | Emergency Act 19            | 긴급조치 19호                                 | Kim Min-ji    | [ 9 ]                              |
| 2002 | A Bizarre Love Triangle     | 철없는 아내와 파란만장한 남편 그리고 태권소녀 | Geum-sook     |                                    |
| 2002 | Conduct Zero                | 품행제로                                      | Jang Na-young | [ 10 ]                             |
| 2005 | Heaven's Soldiers           | 천군                                          | Kim Seu-yeon  | [ 11 ] [ 12 ] [ 13 ]               |
| 2006 | Family Ties                 | 가족의 탄생                                   | Yoo Sun-kyung | [ 14 ] [ 15 ] [ 16 ]               |
| 2007 | My Son                      | 아들                                          |               | Participação em voz                |
| 2007 | Happiness                   | 행복                                          | Soo-yeon      | [ 17 ]                             |
| 2007 | M                           | M                                             | Eun-hye       | [ 18 ] [ 19 ]                      |
| 2008 | Dachimawa Lee               | 다찌마와 리: 악인이여 지옥행 급행열차를 타라! | Geum Yeon-ja  | [ 20 ] [ 21 ]                      |
| 2008 | Crush and Blush             | 미쓰 홍당무                                   | Yang Meu-sook | [ 22 ] [ 23 ] [ 24 ] [ 25 ] [ 26 ] |
| 2009 | Sisters on the Road         | 지금, 이대로가 좋아요                         | Oh Myung-ju   | [ 27 ] [ 28 ]                      |
| 2010 | Rolling Home With a Bull    | 소와 함께 여행하는 법                         | Hyun-soo      | [ 29 ] [ 30 ]                      |
| 2012 | Love Fiction                | 러브픽션                                      | Lee Hee-jin   | [ 31 ] [ 32 ] [ 33 ] [ 34 ]        |
| 2012 | You Are More Than Beautiful | 미호2012: 그녀의 연기                         | Young-hee     | Curta metragem                     |
| 2012 | 577 Project                 | 577 프로젝트                                  | Ela mesma     | Documentário                       |
| 2013 | Boomerang Family            | 고령화가족                                    | Oh Meu-yeon   | [ 39 ] [ 40 ] [ 41 ] [ 42 ] [ 43 ] |
| 2016 | Missing                     | 미씽: 사라진 아이                             | Têm-mae       | [ 44 ]                             |
| 2017 | Single Rider                | 싱글라이더                                    | Soo-jin       | [ 45 ]                             |
| 2018 | Be with You                 | 지금 만나러 갑니다                            |               | Participação                       |
| 2019 | Hit and Run Unit            | 뺑반                                          | Eun Shi-yeon  |                                    |
| 2019 | The Most Ordinary Romance   | 가장 보통의 연애                              |               | [ 47 ]                             |

### Televisão
| Ano  | Título em inglês                           | Título em coreano              | Papel                      | Rede       |
| ---- | ------------------------------------------ | ------------------------------ | -------------------------- | ---------- |
| 2000 | My Funky Family                            | 가문의 영광                    | Hyo-jin                    | MBC        |
| 2001 | Wonderful Days                             | 화려한 시절                    | Jo Yeon-shil               | SBS        |
| 2001 | Teabag Without Hope                        | Drama City: 사랑하라, 희망없이 |                            | KBS2       |
| 2002 | Ruler of Your Own World                    | 네 멋대로 해라                 | Song Meu-rae               | MBC        |
| 2003 | Snowman                                    | 눈사람                         | Seo Yeon-wook              | MBC        |
| 2003 | Sang-doo! Let's Go to School               | 상두야 학교 가자               | Chae Eun-hwan              | KBS2       |
| 2004 | 5 Stars                                    | 다섯 개의 별                   |                            | SK Telecom |
| 2005 | Biscuit Teacher and Star Candy             | 건빵선생과 별사탕              | Na Bo-ri                   | SBS        |
| 2007 | Thank You                                  | 고맙습니다                     | Lee Young-shin             | MBC        |
| 2010 | Pasta                                      | 파스타                         | Seo Yoo-kyung              | MBC        |
| 2011 | The Greatest Love                          | 최고의 사랑                    | Gu Ae-jung                 | MBC        |
| 2011 | Do You Know Sad Movies? (Time, episódio 1) | 타임: 새드 무비를 아시나요?    | Narradora (documentário)   | MBC        |
| 2011 | Flower Boy Ramyun Shop                     | 꽃미남 라면가게                | (Participação, episódio 9) | tvN        |
| 2013 | Master's Sun                               | 주군의 태양                    | Tae Gong-shil              | SBS        |
| 2014 | It's Okay, That's Love                     | 괜찮아, 사랑이야               | Ji Hae-soo                 | SBS        |
| 2015 | Producers                                  | 프로듀사                       | Tak Ye-jin                 | KBS2       |
| 2016 | Jealousy Incarnate                         | 질투의 화신                    | Pyo Na-ri                  | SBS        |
| 2019 | When the Camellia Blooms                   | 동백꽃 필 무렵                 | Dong Baek                  | KBS2       |